# Бельмонте-Пічено
Бельмонте-Пічено (італ. Belmonte Piceno) — муніципалітет в Італії, у регіоні Марке, провінція Фермо.
Бельмонте-Пічено розташоване на відстані близько 160 км на північний схід від Рима, 60 км на південь від Анкони, 17 км на південний захід від Фермо.
Населення — 658 осіб (2014).
Щорічний фестиваль відбувається 3 травня. Покровитель — Esaltazione della Santa Croce.

## Демографія
Населення за роками:

Станом на 1 січня 2023 року в муніципалітеті офіційно проживали 34 іноземці з 13 країн, серед них 10 громадян країн Євросоюзу.

## Сусідні муніципалітети
- Фалероне
- Фермо
- Гроттаццоліна
- Монсамп'єтро-Морико
- Монтеджорджо
- Монтелеоне-ді-Фермо
- Монтоттоне
- Сервільяно